# Cabanac-et-Villagrains
Cabanac-et-Villagrains – miejscowość i gmina we Francji, w regionie Nowa Akwitania, w departamencie Żyronda.
Według danych na rok 1990 gminę zamieszkiwały 1123 osoby, a gęstość zaludnienia wynosiła 16 osób/km² (wśród 2290 gmin Akwitanii Cabanac-et-Villagrains plasuje się na 384. miejscu pod względem liczby ludności, natomiast pod względem powierzchni na miejscu 71.).